# Angus Young
Angus McKinnon Young (Glasgow, 31. ožujka 1955.) jedan je od najutjecajnijih gitarista današnjeg doba. 
Od 1973. godine član je grupe AC/DC. Gitaru je počeo svirati s 5 godina. U ranim teenagerskim godinama seli se u Austaliju. Tu je dobio svoju prvu Gibson SG gitaru. Instrukcije iz gitare davali su mu njegova braća Malcolm i George. Već sa 16 godina postaje član AC/DC-a. Tu, na nagovor svoje sestre, stvara svoj prepoznatljiv imidž: Obučen je kao školarac (taj stil i dan danas koristi). Angus je još prepoznatliv po svom karakterističnom načinu sviranja, po njegovim kretnjama po pozornici (pačji hod) i za vrijeme koncerta izvodi svoj slavni striptiz.